# 是永敬一郎
是永 敬一郎（これなが けいいちろう、1996年2月16日 - ）は、日本のスポーツクライマー。埼玉県出身。日本体育大学 体育学部 卒業 学友会山岳部OB。
2017年7月 ポーランドのヴロツワフで開催された「ワールドゲームズ2017 スポーツクライミング　リード種目」で金メダルを獲得する。

## 主な戦績

### 国内大会
リード
- 2012年（第15回）JFAユース選手権　ユースA：1位
- JOCジュニアオリンピックカップ
  - 2012年（第15回）ユースA：1位
  - 2015年（第18回）ジュニア：1位
- クライミング・日本ユース選手権
  - 2013年　ユースA：1位
  - 2014年　ジュニア：1位
- 2016年（第30回）リード・ジャパンカップ 1位
- 2018年　日本選手権リード競技大会 1位 [5]

### アジア大会・世界大会
| 開催年月   | 大会名                                      | 競技種目 | 競技種目     | 競技種目 | 競技種目 |
| 開催年月   | 大会名                                      | リード   | ボルダリング | スピード | 複合     |
| ---------- | ------------------------------------------- | -------- | ------------ | -------- | -------- |
| 2010年9月  | 世界ユース選手権（ユースB）                 | 18位     |              |          |          |
| 2011年8月  | 世界ユース選手権（ユースB）                 | 3位      |              |          |          |
| 2012年8月  | 世界ユース選手権（ユースA）                 | 10位     |              |          |          |
| 2013年8月  | 世界ユース選手権（ユースA）                 | 8位      |              |          |          |
| 2014年9月  | 世界選手権 スペイン：ヒホン                 | 25位     |              |          |          |
| 2014年9月  | 世界ユース選手権（ジュニア）                | 14位     |              |          |          |
| 2014年10月 | アジア選手権                                | 12位     | 27位         |          |          |
| 2015年8月  | 世界ユース選手権（ジュニア）                | 3位      |              |          |          |
| 2015年11月 | アジア選手権                                | 1位      |              | 30位     |          |
| 2015年12月 | アジアユース選手権（ジュニア）              | 5位      | 7位          |          |          |
| 2016年8月  | アジア選手権                                | 1位      |              |          |          |
| 2016年9月  | 世界選手権 フランス：パリ                   | 8位      |              |          |          |
| 2017年7月  | ワールドゲームズ2017 ポーランド：ヴロツワフ | 1位      |              |          |          |

### ワールドカップ
リード
- 2015年　ヴィラール 2位
- 2017年　シャモニー 2位、アルコ 5位、廈門 1位 - 年間総合3位 [8]

### 国際大会
リード
- 2017年　チャイナオープン広州 4位